# FC Stumbras
FC Stumbras, celým názvem Futbolo klubas Stumbras, byl litevský fotbalový klub z města Kaunas. Klubové barvy byly bílá a modrá.
Založen byl v roce 2013 v Kaunasu. V roce 2014 debutoval v Pirma lyga a v roce 2015 v A lyga. V létě 2019 klub přestal existovat. Nakonec byli vyloučeni z elitní divize.

## Úspěchy
- A lyga
  - 4. místo (1): 2018
- Litevský fotbalový pohár (1×)
  - 2017
- LFF Supertaurė (1×)
  - Finalista (1): 2018

## Sezóny
| Sezóny | Div. | Liga       | Misto | Zdroje |
| ------ | ---- | ---------- | ----- | ------ |
| 2013   | 3.   | Antra lyga | 2.    | [ 2 ]  |
| 2014   | 2.   | Pirma lyga | 1.    | [ 3 ]  |
| 2015   | 1.   | A lyga     | 7.    | [ 4 ]  |
| 2016   | 1.   | A lyga     | 5.    | [ 5 ]  |
| 2017   | 1.   | A lyga     | 7.    | [ 6 ]  |
| 2018   | 1.   | A lyga     | 4.    | [ 7 ]  |
| 2019   | 1.   | A lyga     | 8.    |        |

## Účast v evropských pohárech
| Ročník  | Soutěž        | Kolo        | Klub             | Doma | Venku | Celkem |
| ------- | ------------- | ----------- | ---------------- | ---- | ----- | ------ |
| 2018/19 | Evropská liga | 1. předkolo | Apollon Limassol | 1:0  | 0:2   | 1:2    |

## Bývalí trenéři
- Gerhardas Kvedaras (2010 – 2014)
- Rolandas Čepkauskas (2014 – 2015)
- Darius Gvildys (2015 – 2016)
- Mariano Barreto (2016 – 2018)
- Joao Luis Martins (2019)